# Verrières (Ardenas)
Verrières é uma comuna francesa na região administrativa de Grande Leste, no departamento das Ardenas. Estende-se por uma área de 6,36 km². Em 2010 a comuna tinha 30 habitantes (densidade: 4,7 hab./km²).